# Eleições legislativas portuguesas de Setembro de 1870
As segundas e últimas eleições legislativas portuguesas de 1870 foram realizadas no dia 18 de setembro.

## Resultados Nacionais
| ↓                  |                   |                  |                     |
| 59                 | 20                | 16               | 12                  |
| Partido Reformista | Partido Histórico | Partido Avilista | Partido Regenerador |

|       | Partido Reformista  | 52,0 / 100,0 | 37    | 59 / 107 | 44    |       |       |
|       | Partido Histórico   | 20,0 / 100,0 | 65    | 20 / 107 | 55    |       |       |
|       | Partido Avilista    | 16,0 / 100,0 |       | 16 / 107 |       |       |       |
|       | Partido Regenerador | 12,0 / 100,0 |       | 12 / 107 | 2     |       |       |
| Fonte | Fonte               | Fonte        | [ 1 ] | [ 1 ]    | [ 1 ] | [ 1 ] | [ 1 ] |

### Gráfico
| Gráfico dos resultados | Gráfico dos resultados | Gráfico dos resultados | Gráfico dos resultados | Gráfico dos resultados |
| ---------------------- | ---------------------- | ---------------------- | ---------------------- | ---------------------- |
|                        |                        |                        |                        |                        |
| Partido Reformista     | Partido Reformista     |                        | 52%                    | 52%                    |
| Partido Histórico      | Partido Histórico      |                        | 20%                    | 20%                    |
| Partido Avilista       | Partido Avilista       |                        | 16%                    | 16%                    |
| Partido Regenerador    | Partido Regenerador    |                        | 12%                    | 12%                    |

Nota: o número de deputados eleitos de cada força política correspondem apenas ao eleitos no continente e nas ilhas.